# Discographie de Booba
La discographie du rappeur français Booba se résume à 11 albums studio, 5 mixtapes, pour un total d'environ 3 millions d'exemplaires vendus dont 2 millions en format physique. Durant sa carrière, Booba a obtenu de nombreux disques de certification.

## Albums

### Albums studio
| Titre                                                              | Détails de l'album | Meilleure position | Meilleure position | Meilleure position | Meilleure position | Ventes   | Certifications |
| Titre                                                              | Détails de l'album | FLA                | WAL                | FRA                | SUI                | Ventes   | Certifications |
| ------------------------------------------------------------------ | --- | ------------------ | ------------------ | ------------------ | ------------------ | -------- | -------------- |
| Temps mort                                                         | - Sortie : 22 janvier 2002 (réédition le 15 novembre 2002) - Label : 45 Scientific, BMG Entertainment - Format : CD, 2 × vinyle, LP, téléchargement numérique | —                  | 41                 | 2                  | —                  | 160 000  | Or             |
| Panthéon                                                           | - Sortie : 11 mai 2004 - Label : Tallac, Universal, Barclay - Format : CD, 2 × vinyle, LP, téléchargement numérique                                           | —                  | 26                 | 3                  | 25                 | 260 000  | Or             |
| Ouest Side                                                         | - Sortie : 13 février 2006 - Label : Tallac, Universal, Barclay - Format : CD, 2 × vinyle, LP, 12", 33 tours 1/3, téléchargement numérique                    | —                  | 12                 | 1                  | 18                 | 500 000  | Platine        |
| 0.9                                                                | - Sortie : 24 novembre 2008 - Label : Tallac, Universal, Barclay - Format : CD, 2 × vinyle, LP, 12", 33 tours 1/3, téléchargement numérique                   | —                  | 27                 | 6                  | 60                 | 100 000  | Or             |
| Lunatic                                                            | - Sortie : 22 novembre 2010 - Label : Tallac, Because Music - Format : CD, téléchargement numérique                                                           | —                  | 9                  | 1                  | 24                 | 200 000, | Platine        |
| Futur                                                              | - Sortie : 26 novembre 2012 (réédition le 25 novembre 2013) - Label : Tallac, Universal, AZ - Format : CD, téléchargement numérique                           | 74                 | 5                  | 4                  | 14                 | 300 000, | 3 × Platine    |
| D.U.C                                                              | - Sortie : 13 avril 2015 - Label : Tallac, Universal, Capitol, AZ - Format : CD, téléchargement numérique                                                     | 40                 | 1                  | 1                  | 2                  | 230 000, | 2 × Platine    |
| Nero Nemesis                                                       | - Sortie : 4 décembre 2015 - Label : Tallac, Universal, Capitol, AZ - Format : CD, téléchargement numérique                                                   | 127                | 7                  | 7                  | 9                  | 235 000, | 2 × Platine    |
| Trône                                                              | - Sortie : 1er décembre 2017 - Label : Tallac, 92i, Universal, Capitol - Format : CD, téléchargement numérique                                                | 39                 | 3                  | 1                  | 12                 | 500 000  | Diamant        |
| Ultra                                                              | - Sortie : 5 mars 2021 - Label : Tallac, 92i, Universal, Capitol - Format : CD, 2 × vinyle, téléchargement numérique, streaming                               | 4                  | 2                  | 2                  | 2                  | 200 000  | 2 × Platine    |
| Ad vitam æternam                                                   | - Sortie : 9 février 2024 - Label : Tallac, Universal, Capitol - Format : CD, vinyle rouge, téléchargement numérique, streaming                               | 137                | 1                  | 1                  | 3                  | 100 000  | Platine        |
| « — » indique que le titre n'est pas sorti ou classé dans le pays. | |                    |                    |                    |                    |          |                |

### Mixtapes
| Titre                                                                  | Détails de l'album | Meilleure position | Meilleure position | Meilleure position | Meilleure position | Ventes | Certifications |
| Titre                                                                  | Détails de l'album | FRA                | WAL                | FLA                | SUI                | Ventes | Certifications |
| ---------------------------------------------------------------------- | --- | ------------------ | ------------------ | ------------------ | ------------------ | ------ | -------------- |
| Autopsie Vol. 1                                                        | - Sortie : 30 mai 2005 - Label : Tallac, Musicast l'Autreprod - Format : 2 × CD, mixed, compilation, téléchargement digital       | 66                 | —                  | —                  | —                  | 25 000 | —              |
| Autopsie Vol. 2                                                        | - Sortie : 22 janvier 2007 - Label : Tallac, Addictive Music - Format : CD, partially mixed, compilation, téléchargement digital, | 8                  | 98                 | —                  | —                  | 50 000 | Or             |
| Autopsie Vol. 3                                                        | - Sortie : 29 juin 2009 - Label : Tallac, Because Music - Format : CD, mixed, compilation, téléchargement digital                 | 2                  | 19                 | —                  | —                  | 50 000 | Or             |
| Autopsie Vol. 4                                                        | - Sortie : 14 novembre 2011 - Label : Tallac, Because Music - Format : CD, téléchargement digital                                 | 2                  | 32                 | —                  | 64                 | 90 000 | Or             |
| Autopsie 0                                                             | - Sortie : 10 mars 2017 - Label : Tallac, AZ, Capitol, Universal - Format : téléchargement digital                                | 20                 | 48                 | —                  | —                  | 50 000 | Or             |
| « — » indique que la mixtape n'est pas sortie ou classée dans le pays. | |                    |                    |                    |                    |        |                |

## Chansons

### Singles
| Titre                                                              | Année | Meilleure position | Meilleure position | Meilleure position | Certifications | Album                          |
| Titre                                                              | Année | FRA                | WAL                | SUI                | Certifications | Album                          |
| ------------------------------------------------------------------ | ----- | ------------------ | ------------------ | ------------------ | -------------- | ------------------------------ |
| Repose en paix                                                     | 2001  | —                  | —                  | —                  |                | Temps mort                     |
| Strass et paillettes                                               | 2002  | —                  | —                  | —                  |                | Temps mort                     |
| Destinée (featuring Kayna Samet)                                   | 2002  | 41                 | —                  | —                  |                | Temps mort                     |
| N°10                                                               | 2004  | —                  | —                  | —                  |                | Panthéon                       |
| Mon son                                                            | 2004  | —                  | —                  | —                  |                | Panthéon                       |
| Baby (featuring Nessbeal)                                          | 2004  | —                  | —                  | —                  |                | Panthéon                       |
| Avant de partir (featuring Léya Masry)                             | 2004  | 24                 | —                  | —                  |                | Panthéon                       |
| Ouest Side                                                         | 2005  | —                  | —                  | —                  |                | - Autopsie Vol. 1 - Ouest Side |
| Garde la pêche                                                     | 2005  | —                  | —                  | —                  |                | Ouest Side                     |
| Boulbi                                                             | 2006  | —                  | —                  | —                  |                | Ouest Side                     |
| Au bout des rêves (featuring Trade Union et Rudy)                  | 2006  | 22                 | —                  | —                  |                | Ouest Side                     |
| Pitbull                                                            | 2007  | —                  | —                  | —                  |                | Ouest Side                     |
| Le D.U.C.                                                          | 2007  | —                  | —                  | —                  |                | Autopsie Vol. 2                |
| Garcimore                                                          | 2007  | —                  | —                  | —                  |                | Autopsie Vol. 2 0.9            |
| B2Oba                                                              | 2008  | —                  | —                  | —                  |                | 0.9                            |
| Illégal                                                            | 2008  | —                  | —                  | —                  |                | 0.9                            |
| Game Over                                                          | 2008  | —                  | —                  | —                  |                | 0.9                            |
| Salade tomates oignons (featuring Djé)                             | 2009  | —                  | —                  | —                  |                | 0.9                            |
| Pourvu qu'elles m'aiment                                           | 2009  | —                  | —                  | —                  |                | 0.9                            |
| Double Poney                                                       | 2009  | 180                | —                  | —                  |                | Autopsie Vol. 3                |
| Fœtus                                                              | 2009  | 99                 | —                  | —                  |                | Autopsie Vol. 3                |
| Cæsar Palace                                                       | 2010  | —                  | —                  | —                  |                | Lunatic                        |
| Jour de paye                                                       | 2010  | —                  | —                  | —                  |                | Lunatic                        |
| Ma couleur                                                         | 2010  | —                  | —                  | —                  |                | Lunatic                        |
| Paradis                                                            | 2010  | 99                 | —                  | —                  |                | Lunatic                        |
| Killer                                                             | 2011  | —                  | —                  | —                  |                | Lunatic                        |
| Comme une étoile                                                   | 2011  | —                  | —                  | —                  |                | Lunatic                        |
| Paname                                                             | 2011  | 48                 | —                  | —                  |                | Autopsie Vol. 4                |
| Bakel City Gang                                                    | 2011  | 30                 | —                  | —                  |                | Autopsie Vol. 4                |
| Scarface                                                           | 2011  | 20                 | —                  | —                  |                | Autopsie Vol. 4                |
| Caramel                                                            | 2012  | 10                 | 42                 | —                  |                | Futur                          |
| Tombé pour elle                                                    | 2012  | 16                 | 44                 | —                  |                | Futur                          |
| Wesh Morray                                                        | 2012  | 121                | —                  | —                  |                | Futur                          |
| Kalash (featuring Kaaris)                                          | 2012  | 116                | —                  | —                  |                | Futur                          |
| A.C. Milan                                                         | 2013  | 7                  | 19                 | —                  |                | Futur 2.0                      |
| T.L.T                                                              | 2013  | 16                 | 44                 | —                  |                | Futur 2.0                      |
| Turfu                                                              | 2013  | 11                 | 34                 | —                  |                | Futur 2.0                      |
| RTC                                                                | 2013  | 13                 | —                  | —                  |                | Futur 2.0                      |
| Parlons peu                                                        | 2013  | 5                  | 27                 | —                  |                | Futur 2.0                      |
| Longueur d'avance (featuring Maître Gims)                          | 2013  | 13                 | 48                 | —                  |                | Futur 2.0                      |
| La mort leur va si bien                                            | 2014  | 7                  | —                  | —                  |                | D.U.C                          |
| OKLM                                                               | 2014  | 1                  | 7                  | 72                 |                | D.U.C                          |
| Tony Sosa                                                          | 2015  | 14                 | 46                 | —                  |                | D.U.C                          |
| LVMH                                                               | 2015  | 28                 | —                  | —                  |                | D.U.C                          |
| Mon pays                                                           | 2015  | 37                 | —                  | —                  |                | D.U.C                          |
| Validée (featuring Benash)                                         | 2015  | 2                  | 41                 | —                  |                | Nero Nemesis                   |
| Attila                                                             | 2015  | 35                 | —                  | —                  |                | Nero Nemesis                   |
| Génération Assassin                                                | 2015  | 40                 | —                  | —                  |                | Nero Nemesis                   |
| 92i Veyron                                                         | 2016  | 57                 | 16                 | —                  | Diamant        | Nero Nemesis                   |
| JDC                                                                | 2016  | 10                 | —                  | —                  |                | Autopsie 0                     |
| Salside                                                            | 2016  | 8                  | —                  | —                  | Or             | Autopsie 0                     |
| Éléphant                                                           | 2016  | 1                  | 39                 | —                  | Diamant        | Trône                          |
| DKR                                                                | 2016  | 1                  | 42                 | 42                 | Diamant        | Trône                          |
| Nougat                                                             | 2017  | 4                  | 42                 | 61                 | Platine        | Trône                          |
| Petite fille                                                       | 2017  | 1                  | —                  | 32                 | Diamant        | Trône                          |
| Trône                                                              | 2017  | 5                  | —                  | 34                 | Diamant        | Trône                          |
| Drapeau noir                                                       | 2017  | 2                  | —                  | 91                 | Platine        | Trône                          |
| Friday                                                             | 2017  | 2                  | 30                 | 74                 | Diamant        | Trône                          |
| 113 (featuring Damso)                                              | 2017  | 3                  | —                  | 38                 | Platine        | Trône                          |
| Gotham                                                             | 2018  | 5                  | 17                 | 48                 | Platine        | NC                             |
| BB                                                                 | 2018  | 2                  | 17                 | 42                 | Diamant        | NC                             |
| PGP                                                                | 2019  | 1                  | —                  | —                  | Diamant        | NC                             |
| Arc-en-ciel                                                        | 2019  | 1                  | —                  | —                  | Diamant        | NC                             |
| Glaive                                                             | 2019  | —                  | —                  | —                  | Platine        | NC                             |
| Jauné (featuring Zed)                                              | 2020  | 1                  | —                  | —                  | Diamant        |                                |
| Dolce Vita                                                         | 2020  | —                  | —                  | —                  | Platine        |                                |
| 5G                                                                 | 2020  | 1                  | —                  | —                  | Or             | Ultra                          |
| Azerty                                                             | 2020  | 11                 | —                  | —                  | Or             | Ultra                          |
| Ratpi World                                                        | 2021  | 1                  | —                  | —                  | Platine        |                                |
| Mona Lisa (featuring JSX)                                          | 2021  | 1                  | —                  | —                  | Diamant        | Ultra                          |
| Grain de Sable (featuring Elia)                                    | 2021  | 1                  | —                  | —                  | Or             | Ultra                          |
| Kayna                                                              | 2021  | 4                  | —                  | —                  | Or             |                                |
| Plaza Athenee                                                      | 2021  | 10                 | —                  | —                  | Or             |                                |
| Dragon                                                             | 2021  | 22                 | -                  | 77                 | Or             |                                |
| Variant                                                            | 2021  | 7                  | 47                 | 65                 | Or             |                                |
| Geronimo                                                           | 2021  | 6                  | 41                 | 35                 | Or             |                                |
| TN                                                                 | 2021  | —                  | —                  | —                  |                |                                |
| Léo Messi                                                          | 2021  | 18                 | 48                 | 72                 |                |                                |
| GDC                                                                | 2022  | —                  | —                  | —                  |                |                                |
| Pablo (featuring Maes)                                             | 2022  | 77                 | —                  | —                  |                |                                |
| Téléphone (featuring Sfera Ebbasta)                                | 2022  | 82                 | —                  | —                  | Or             |                                |
| KOA                                                                | 2022  | 2                  | 47                 | 54                 | Or             |                                |
| Iste                                                               | 2022  | 117                | —                  | —                  |                | NC                             |
| Signé                                                              | 2023  | 18                 | —                  | —                  | Or             | Ad vitam æternam               |
| Sport Billy                                                        | 2023  | 14                 | —                  | —                  |                | Ad vitam æternam               |
| 6G                                                                 | 2024  | 3                  | 41                 | 42                 |                | Ad vitam æternam               |
| Saga                                                               | 2024  | 4                  | 32                 | 44                 | Or             | Ad vitam æternam               |
| « — » indique que le titre n'est pas sorti ou classé dans le pays. |       |                    |                    |                    |                |                                |

### Singles en collaboration
| Single                                                   | Année | Meilleure position | Meilleure position | Meilleure position | Meilleure position | Certifications | Album                  |
| Single                                                   | Année | FRA                | WAL                | FLA                | SUI                | Certifications | Album                  |
| -------------------------------------------------------- | ----- | ------------------ | ------------------ | ------------------ | ------------------ | -------------- | ---------------------- |
| Banlieue (de Rim'K featuring Booba)                      | 2003  | —                  | —                  | —                  | —                  | —              | Dans l'urgence         |
| Reste en chien (de La Fouine featuring Booba)            | 2007  | —                  | —                  | —                  | —                  | —              | Aller-retour           |
| Bienvenue dans le Texas (de Tony Parker featuring Booba) | 2007  | —                  | —                  | —                  | —                  | —              | Tony Parker            |
| Gipsy King Kong (de Seth Gueko featuring Booba)          | 2011  | —                  | —                  | —                  | —                  | —              | Michto                 |
| Call Of Bitume (de Rim'K featuring Booba)                | 2012  | 72                 | —                  | —                  | —                  | —              | Chef de famille        |
| L.E.F (de Kaaris featuring Booba)                        | 2013  | 122                | —                  | —                  | —                  | —              | Or Noir                |
| Même tarif (de Alonzo featuring Booba)                   | 2014  | 8                  | 39                 | —                  | —                  | —              | Règlement de comptes   |
| Here (de Christine and the Queens featuring Booba)       | 2016  | 52                 | —                  | —                  | —                  | —              | —                      |
| Rouge et bleu (de Kalash featuring Booba)                | 2016  | 15                 | —                  | —                  | —                  | Diamant        | Kaos                   |
| M.L.C (de Niska featuring Booba)                         | 2016  | 46                 | —                  | —                  | —                  | —              | Zifukoro               |
| Paris c'est loin (de Damso featuring Booba)              | 2016  | 4                  | 26                 | —                  | —                  | Diamant        | —                      |
| Infréquentables (de Dosseh featuring Booba)              | 2016  | 19                 | —                  | —                  | —                  | Diamant        | Yuri                   |
| Kiname (de Fally Ipupa featuring Booba)                  | 2016  | 10                 | 38                 | —                  | —                  | Or             | Tokooos                |
| Ghetto (de Benash featuring Booba)                       | 2017  | 18                 | —                  | —                  | —                  | Diamant        | CDG                    |
| Oh bah oui (de Lacrim featuring Booba)                   | 2017  | 10                 | —                  | —                  | 48                 | Platine        | Force & Honneur        |
| Tuba Life (de Niska featuring Booba)                     | 2017  | 8                  | —                  | —                  | 29                 | Diamant        | Commando               |
| Madrina (de Maes featuring Booba)                        | 2018  | 1                  | —                  | —                  | —                  | Diamant        | Pure                   |
| Sale mood (de Bramsito featuring Booba)                  | 2018  | 1                  | 48                 | —                  | —                  | Diamant        | Prémices               |
| Kyll (de Médine featuring Booba)                         | 2018  | 2                  | 34                 | —                  | 62                 | Platine        | NC                     |
| Médicament (de Niska featuring Booba)                    | 2019  | —                  | 26                 | —                  | 43                 | Diamant · Or   | Mr. Sal                |
| Blanche (de Maes featuring Booba)                        | 2020  | 2                  | —                  | —                  | —                  | Diamant        | Les derniers salopards |
| Tout gâcher (de Green Montana featuring Booba)           | 2020  | 2                  | —                  | —                  | —                  | Or             | Alaska                 |
| Pompeii (de JSX featuring Booba)                         | 2020  | 8                  | —                  | —                  | —                  | Or             | —                      |
| Daddy (de SDM featuring Booba)                           | 2021  | 14                 | —                  | —                  | 92                 | Platine        | Ocho                   |
| PRT (de Dala featuring Booba & JSX)                      | 2021  | 51                 | —                  | —                  | —                  | —              | Mlj Hills              |
| Yamanaka (de Sicario featuring Booba)                    | 2022  | 192                | —                  | —                  | —                  | —              |                        |
| FIN (de Dala featuring Booba)                            | 2022  | 99                 | —                  | —                  | —                  | —              | Mlj Hills              |
| Trophée (de Uzi featuring Booba)                         | 2022  | 20                 | —                  | —                  | —                  | —              | Meilleur qu'hier       |
| Baby (de Dala featuring Booba)                           | 2022  | 83                 | —                  | —                  | —                  | —              | Mlj Hills              |
| Caméléon (de Timal featuring Booba)                      | 2022  | 15                 | —                  | —                  | —                  | Or             | Arès                   |
| Morocco (de Gato featuring Booba)                        | 2022  | 141                | —                  | —                  | —                  | —              | Diego Soda             |
| Zénith (de Mademoiselle Lou featuring Booba)             | 2023  | 42                 | —                  | —                  | —                  | —              | Précieux               |
| Panenka (de Bilton featuring Booba)                      | 2023  | 181                | —                  | —                  | —                  | —              | B.I.L.                 |
| Le Code (de Chaax featuring Booba)                       | 2023  | —                  | —                  | —                  | —                  | —              |                        |
| 3.5.7. (de Usky featuring Booba)                         | 2023  | 129                | —                  | —                  | —                  | —              | Rétina                 |
| Danser (de KRN featuring Booba)                          | 2023  | —                  | —                  | —                  | —                  | —              | Solstice               |

### Autres chansons classées ou certifiées
| Chanson                                         | Année | Meilleure position | Meilleure position | Meilleure position | Meilleure position | Certifications | Album            |
| Chanson                                         | Année | FRA                | WAL                | FLA                | SUI                | Certifications | Album            |
| ----------------------------------------------- | ----- | ------------------ | ------------------ | ------------------ | ------------------ | -------------- | ---------------- |
| Wesh Morray                                     | 2012  | 121                | —                  | —                  | —                  | —              | Futur            |
| C'est la vie (featuring 2 Chainz)               | 2012  | 153                | —                  | —                  | —                  | —              | Futur            |
| Une vie                                         | 2014  | 44                 | —                  | —                  | —                  | —              | Futur 2.0        |
| 3G                                              | 2014  | 70                 | —                  | —                  | —                  | —              | D.U.C            |
| Caracas                                         | 2015  | 116                | —                  | —                  | —                  | —              | D.U.C            |
| Bellucci (featuring Future)                     | 2015  | 86                 | —                  | —                  | —                  | —              | D.U.C            |
| All Set (featuring Jeremih)                     | 2015  | 163                | —                  | —                  | —                  | —              | D.U.C            |
| Les Meilleurs (featuring 40000 Gang)            | 2015  | 151                | —                  | —                  | —                  | —              | D.U.C            |
| G-Love (featuring Farruko)                      | 2015  | 69                 | —                  | —                  | —                  | —              | D.U.C            |
| Temps mort 2.0 (featuring Lino)                 | 2015  | 58                 | —                  | —                  | —                  | —              | D.U.C            |
| D.U.C                                           | 2015  | 84                 | —                  | —                  | —                  | —              | D.U.C            |
| Loin d'ici                                      | 2015  | 112                | —                  | —                  | —                  | —              | D.U.C            |
| Billets violets                                 | 2015  | 161                | —                  | —                  | —                  | —              | D.U.C            |
| Jack Da                                         | 2015  | 165                | —                  | —                  | —                  | —              | D.U.C            |
| Mr. Kopp                                        | 2015  | 146                | —                  | —                  | —                  | —              | D.U.C            |
| Pinocchio (featuring Damso et Gato)             | 2015  | 115                | —                  | —                  | —                  | —              | Nero Nemesis     |
| Comme les autres                                | 2015  | 169                | —                  | —                  | —                  | —              | Nero Nemesis     |
| Habibi                                          | 2015  | 119                | —                  | —                  | —                  | —              | Nero Nemesis     |
| 4G                                              | 2015  | 109                | —                  | —                  | —                  | —              | Nero Nemesis     |
| Walabok                                         | 2015  | 124                | —                  | —                  | —                  | —              | Nero Nemesis     |
| Talion                                          | 2015  | 137                | —                  | —                  | —                  | —              | Nero Nemesis     |
| Charbon                                         | 2015  | 168                | —                  | —                  | —                  | —              | Nero Nemesis     |
| Zer (featuring Benash et Siboy)                 | 2015  | 120                | —                  | —                  | —                  | —              | Nero Nemesis     |
| Daniel Sam                                      | 2017  | 27                 | —                  | —                  | —                  | —              | Or               |
| À la folie                                      | 2017  | 55                 | —                  | —                  | —                  | Platine        | Trône            |
| Ridin'                                          | 2017  | 41                 | —                  | —                  | —                  | Diamant        | Trône            |
| Terrain                                         | 2017  | 74                 | —                  | —                  | —                  | Or             | Trône            |
| Centurion                                       | 2017  | 85                 | —                  | —                  | —                  | Or             | Trône            |
| Magnifique                                      | 2017  | 130                | —                  | —                  | —                  | Or             | Trône            |
| Ça va aller (featuring Niska et Sidiki Diabaté) | 2017  | 40                 | —                  | —                  | —                  | Or             | Trône            |
| Bouyon (featuring Gato)                         | 2017  | 98                 | —                  | —                  | —                  | Or             | Trône            |
| La Zone (featuring SDM)                         | 2020  | 43                 | —                  | —                  | —                  | Or             | —                |
| VVV (featuring Maes)                            | 2021  | 3                  | —                  | —                  | 26                 | Or             | Ultra            |
| Ultra                                           | 2021  | 4                  | —                  | —                  | 27                 | Or             | Ultra            |
| GP                                              | 2021  | 2                  | —                  | —                  | —                  | Or             | Ultra            |
| RST                                             | 2021  | 5                  | —                  | —                  | —                  | Or             | Ultra            |
| Dernière Fois (featuring Bramsito)              | 2021  | 10                 | —                  | —                  | —                  | Or             | Ultra            |
| Vue sur la mer (featuring Dala)                 | 2021  | —                  | —                  | —                  | —                  | Or             | Ultra            |
| Bonne Journée (featuring SDM)                   | 2021  | —                  | —                  | —                  | —                  | Or             | Ultra            |
| Dolce Camara (featuring SDM)                    | 2024  | 2                  | 14                 | —                  | 19                 | Diamant        | Ad vitam æternam |

### Autres apparitions
| Année | Titre                                                                                         | Album                                                              |
| ----- | --------------------------------------------------------------------------------------------- | ------------------------------------------------------------------ |
| 1994  | Titre Inédit (La Cliqua featuring Booba & Moda)                                               | —                                                                  |
| 1995  | Beat 2 Boul (Les Sages Poètes de la Rue featuring Lunatic et Mo'vez Lang)                     | 1er K7 freestyle de rap français (mixtape de Cut Killer)           |
| 1995  | Tout le monde dans la ronde (Les Sages Poètes de la Rue featuring Booba)                      | Amoureux d'une énigme (Maxi des Sages Poètes de la Rue)            |
| 1995  | Lunatic chez Cut Killer (Lunatic)                                                             | Spécial Lunatic (mixtape de Cut Killer)                            |
| 1995  | Freestyle improvisation (Lunatic featuring Les Sages Poètes de la Rue)                        | Spécial Lunatic (mixtape de Cut Killer)                            |
| 1995  | Freestyle (Lunatic featuring East, Driver, Dany Dan et Zoxea)                                 | Spécial Lunatic (mixtape de Cut Killer)                            |
| 1995  | Attack sur la 7k (Lunatic)                                                                    | Spécial Lunatic (mixtape de Cut Killer)                            |
| 1995  | Check le micro (Booba featuring Driver)                                                       | Spécial Lunatic (mixtape de Cut Killer)                            |
| 1995  | Freestyle Delinquants (Featuring Lamifa, Lunatic, Democrate D, Willy, Rootsmen et Menelik)    | French Connection (compilation)                                    |
| 1996  | Viens danser avec les Lunatic (Lunatic)                                                       | C'2 la balle (mixtape de Ziko)                                     |
| 1996  | Château rouge (Lunatic)                                                                       | C'2 la balle (mixtape de Ziko)                                     |
| 1996  | Time Bomb explose (Time Bomb)                                                                 | J'attaque du mic (maxi des X)                                      |
| 1996  | Le Crime paie (Lunatic)                                                                       | Hostile Hip-hop (compilation)                                      |
| 1997  | Le Guidon (Time Bomb)                                                                         | No Mix-tape (mixtape)                                              |
| 1997  | Les Vrais savent (Lunatic)                                                                    | L 432 (compilation)                                                |
| 1997  | Pucc Fiction (Oxmo Puccino featuring Booba)                                                   | L 432 (compilation)                                                |
| 1997  | 16 rimes (La Brigade featuring Lunatic)                                                       | Blanc de La Brigade (maxi de La Brigade)                           |
| 2000  | Sang d'encre (Lunatic featuring Arsenik)                                                      | Sang d'encre (compilation)                                         |
| 2000  | Notorious (Yatfu featuring Booba, Mala et Bambino)                                            | Fenku (album de Yatfu)                                             |
| 2000  | Hommes de l'ombre (Lunatic featuring Mala)                                                    | Nouvelle Donne 2 (compilation)                                     |
| 2000  | B.O. (Banlieue Ouest) (Geraldo Version) (Lunatic)                                             | Geraldo Vol. 1 (mixtape de Generaldo)                              |
| 2000  | Freestyle (Booba featuring Mala)                                                              | Geraldo Vol. 1 (mixtape de Generaldo)                              |
| 2000  | Que le message passe (Lunatic)                                                                | Liberté d'expression (mixtape)                                     |
| 2000  | On s'maintient (Comité De Brailleurs featuring Lunatic)                                       | maxi du Comité De Brailleurs                                       |
| 2001  | De larmes et de sang (Dicidens featuring Lunatic)                                             | Dicidens (maxi des Dicidens)                                       |
| 2001  | Repose en paix                                                                                | 45 Scientific (compilation)                                        |
| 2001  | Cru (Rohff featuring Booba et Rim'K)                                                          | Morceau qui devait figurer sur La Vie avant la mort                |
| 2002  | Diaspora d'Afrique (Black Jack featuring Lunatic et Mala)                                     | Diaspora d'Afrique (album de Black Jack)                           |
| 2003  | Lourd son                                                                                     | Ma zone                                                            |
| 2003  | Les Rues de ma vie (Booba featuring Nessbeal                                                  | Taxi 3 (compilation)                                               |
| 2004  | Quai 54 all stars (Manu Key featuring Booba, Dany Dan, 16 Ar, Oxmo Puccino et Zoxea)          | Prolifique Vol. 1 (album de Manu Key)                              |
| 2004  | Chacun sa manière (Kery James featuring Booba)                                                | Street lourd hall stars (compilation)                              |
| 2004  | De larmes et de sang (Dicidens featuring Lunatic)                                             | HLM Rezidants (album des Dicidens)                                 |
| 2004  | Locked Up (Remix) (Akon featuring Booba)                                                      | En direct sur Skyrock                                              |
| 2005  | Bâtiment C Part II (Nessbeal featuring Booba)                                                 | Illicite projet (compilation)                                      |
| 2005  | Première catégorie (Lino featuring Booba et Calbo)                                            | Paradis assassiné (album de Lino)                                  |
| 2005  | Intro                                                                                         | Patrimoine du ghetto                                               |
| 2005  | On sait le faire (113 featuring Booba et Le Rat Luciano)                                      | 113 degrés (album du 113)                                          |
| 2005  | Top Of The Game (Tony Parker featuring Fabolous et Booba)                                     | Morceau qui ne sortira jamais après la séparation de Kore et Skalp |
| 2006  | Freestyle                                                                                     | Mixtape Evolution (mixtape)                                        |
| 2006  | Freestyle (Booba featuring Bram's)                                                            | 100% Freestyle performance (mixtape de Cut Killer)                 |
| 2006  | Freestyle (Booba featuring Mala)                                                              | Radio freestyle (mixtape de Cut Killer)                            |
| 2006  | Ne me parle pas de rue (Mac Tyer featuring Booba)                                             | Le Général (album de Mac Tyer)                                     |
| 2007  | Carton rose                                                                                   | Réponse au clash de Sinik                                          |
| 2007  | Maman dort (Mokobé featuring Booba)                                                           | Mon Afrique (album de Mokobé)                                      |
| 2007  | Money On My Mind (Remix) (Lil Wayne featuring Booba)                                          | Lil Wayne The Mixtape Vol. 1 (mixtape de DJ Medi Med)              |
| 2007  | On donne ça à l'ancienne (Oxmo Puccino featuring Booba)                                       | —                                                                  |
| 2008  | Code noir (Dieudonné featuring Booba, Lino, Stomy Bugsy, Lady Laistee, Hamed Daye et Sofiane) | —                                                                  |
| 2008  | Marche ou crève (Busy P Remix)                                                                | —                                                                  |
| 2008  | Mec 2 Panam (Remix) (Famille Haussmann featuring Booba)                                       | 40 grammes et une mule (album de la Famille Haussmann)             |
| 2008  | Diamond Girl (Remix) (Ryan Leslie featuring Booba)                                            | —                                                                  |
| 2008  | Lollipop (Remix) (Lil Wayne featuring Booba)                                                  | Lil Wayne The Mixtape Vol. 2 (mixtape de DJ Medi Med)              |
| 2009  | Smack la Lune (Mala featuring Booba)                                                          | Himalaya                                                           |
| 2009  | Danse pour moi (Mala featuring Booba)                                                         | Himalaya                                                           |
| 2009  | Danse pour moi (Remix) (Mala featuring Booba et Busy Signal)                                  | Himalaya                                                           |
| 2009  | Hands Up High (Remix) (50 Cent featuring Booba et Tony Yayo)                                  | —                                                                  |
| 2009  | Rentre Dans Mon Dôme (Ziko featuring X-Men, Lunatic et La Brigade)                            | Terre Promise Des MC's (Inédit issu de la compile Time Bomb)       |
| 2010  | Nu Lajan (Gato Da Bato featuring Booba)                                                       | —                                                                  |
| 2010  | Hello, Good Morning (Remix) (Diddy, Dirty Money featuring Booba)                              | —                                                                  |
| 2011  | Die Art, Wie wir leben (Bushido featuring Booba)                                              | Jenseits von Gut und Böse (album de Bushido)                       |
| 2012  | Swiss Francs (Ryan Leslie featuring Booba)                                                    | Les Is More (album de Ryan Leslie)                                 |
| 2013  | Tout est noir (Gato Da Bato featuring Booba)                                                  | Zoé Land Tout est noir (album de Gato Da Bato)                     |
| 2013  | Sa Kap Fet La (Gato Da Bato featuring Booba)                                                  | Zoé Land Tout est noir (album de Gato Da Bato)                     |
| 2014  | Porsche Panamera (S.D.H.S. Family featuring Booba)                                            | —                                                                  |
| 2014  | Vrai (de 40 000 Gang featuring Booba)                                                         | —                                                                  |
| 2015  | Roulé fort (Gato Da Bato featuring Booba)                                                     | —                                                                  |
| 2015  | A.T.R (Twinsmatic featuring Booba)                                                            | Nowhere (EP de Twinsmatic)                                         |
| 2015  | Balti (Gradur featuring Booba)                                                                | Sheguey Vara 2 (mixtape de Gradur)                                 |
| 2016  | N.W.A (Kalash featuring Booba)                                                                | Kaos                                                               |
| 2017  | Mula (Siboy featuring Booba)                                                                  | —                                                                  |
| 2018  | MQTB (Dosseh featuring Booba)                                                                 | VIDALO$$A                                                          |
| 2019  | HAÏ (Gato Da Bato featuring Booba)                                                            | —                                                                  |
| 2020  | La Zone (SDM featuring Booba)                                                                 | OCHO                                                               |
| 2020  | Charbon (Leto featuring Booba)                                                                | 100 visages                                                        |
| 2021  | PICCOLO (Gato Da Bato featuring Booba & Bramsito)                                             | —                                                                  |
| 2021  | Chicha Menthe (Bilton featuring Booba)                                                        | —                                                                  |
| 2021  | 32 (Dala featuring Booba)                                                                     | —                                                                  |
| 2021  | GTA (JSX featuring Booba)                                                                     | —                                                                  |
| 2021  | WA (Sicario featuring Booba)                                                                  | —                                                                  |
| 2021  | Platine o Plomo (Maes featuring Booba)                                                        | Réelle Vie 3.0                                                     |
| 2021  | 92i (SDM featuring Booba, Green Montana, Sicario & Bilton)                                    | Ocho DLX                                                           |
| 2023  | Panenka (Bilton featuring Booba)                                                              | B.I.L.                                                             |
| 2023  | Cyanure (de Sicario featuring Booba)                                                          | Silence                                                            |
| 2024  | Le Navire (de Gims featuring Booba)                                                           |                                                                    |

## Vidéos

### Clips vidéo
| Titre                                             | Année | Réalisateur         | Album            |
| ------------------------------------------------- | ----- | ------------------- | ---------------- |
| Pas l'temps pour les regrets[B] (avec Lunatic)    | 2001  | Wahib               | Mauvais œil      |
| Repose en paix                                    | 2001  | Guillaume et Fred   | Temps mort       |
| Strass et paillettes (featuring Ali)              | 2002  | Xavier De Nauw      | Temps mort       |
| N°10                                              | 2004  | Xavier De Nauw      | Panthéon         |
| Mon son                                           | 2004  | Zion Prod           | Panthéon         |
| Baby (featuring Nessbeal)                         | 2004  | OMC-JAMC-PULP       | Panthéon         |
| Avant de partir (featuring Léya Masry)            | 2004  | Guillaume et Fred   | Panthéon         |
| Garde la pêche                                    | 2005  | Armen Djerrahian    | Ouest Side       |
| Boulbi                                            | 2006  | Armen Djerrahian    | Ouest Side       |
| Au bout des rêves (featuring Trade Union et Rudy) | 2006  | Armen Djerrahian    | Ouest Side       |
| Pitbull                                           | 2007  | Armen Djerrahian    | Ouest Side       |
| B2Oba                                             | 2008  | NC                  | 0.9              |
| Illégal                                           | 2008  | Nathalie Canguilhem | 0.9              |
| Game Over                                         | 2008  | Chris Macari        | 0.9              |
| Salade tomates oignons (featuring Djé)            | 2008  | Chris Macari        | 0.9              |
| Double Poney                                      | 2009  | Chris Macari        | Autopsie Vol. 3  |
| On contrôle la zone (featuring 92I)               | 2009  | Chris Macari        | Autopsie Vol. 3  |
| Rats des villes                                   | 2009  | Chris Macari        | Autopsie Vol. 3  |
| Fœtus                                             | 2009  | Chris Macari        | Autopsie Vol. 3  |
| Caesar Palace (featuring Diddy)                   | 2010  | Chris Macari        | Lunatic          |
| Jour de paye                                      | 2010  | Chris Macari        | Lunatic          |
| Ma couleur                                        | 2010  | Chris Macari        | Lunatic          |
| Abracadabra                                       | 2011  | Chris Macari        | Lunatic          |
| Saddam Hauts-de-Seine                             | 2011  | Chris Macari        | Lunatic          |
| Killer                                            | 2011  | Chris Macari        | Lunatic          |
| Comme une étoile                                  | 2011  | Chris Macari        | Lunatic          |
| Bakel City Gang                                   | 2011  | Chris Macari        | Autopsie Vol. 4  |
| Paname                                            | 2011  | Chris Macari        | Autopsie Vol. 4  |
| Vaisseau mère                                     | 2011  | Chris Macari        | Autopsie Vol. 4  |
| Scarface                                          | 2012  | Nathalie Canguilhem | Autopsie Vol. 4  |
| A4                                                | 2012  | Chris Macari        | Autopsie Vol. 4  |
| Caramel                                           | 2012  | Chris Macari        | Futur            |
| Tombé pour elle                                   | 2012  | Chris Macari        | Futur            |
| Kalash (featuring Kaaris)                         | 2012  | Chris Macari        | Futur            |
| Maître Yoda                                       | 2013  | Chris Macari        | Futur            |
| Jimmy                                             | 2013  | Greg et Lio         | Futur            |
| Pirates                                           | 2013  | Chris Macari        | Futur            |
| Turfu                                             | 2013  | Chris Macari        | Futur 2.0        |
| RTC                                               | 2013  | Chris Macari        | Futur 2.0        |
| Parlons peu                                       | 2013  | Chris Macari        | Futur 2.0        |
| Une vie                                           | 2014  | Chris Macari        | Futur 2.0        |
| OKLM                                              | 2014  | Chris Macari        | D.U.C            |
| 3G                                                | 2014  | Chris Macari        | D.U.C            |
| Billets violets                                   | 2015  | Chris Macari        | D.U.C            |
| Tony Sosa                                         | 2015  | Chris Macari        | D.U.C            |
| LVMH                                              | 2015  | Chris Macari        | D.U.C            |
| Mové Lang (featuring Bridjahting et Gato)         | 2015  | Chris Macari        | D.U.C            |
| Mon pays                                          | 2015  | Chris Macari        | D.U.C            |
| Attila                                            | 2015  | Chris Macari        | Nero Nemesis     |
| Validée (featuring Benash)                        | 2015  | Chris Macari        | Nero Nemesis     |
| Génération Assassin                               | 2015  | Chris Macari        | Nero Nemesis     |
| 4G                                                | 2015  | Chris Macari        | Nero Nemesis     |
| 92i Veyron                                        | 2016  | Chris Macari        | Nero Nemesis     |
| Comme les autres                                  | 2016  | Chris Macari        | Nero Nemesis     |
| Walabok                                           | 2016  | Chris Macari        | Nero Nemesis     |
| Habibi                                            | 2016  | Chris Macari        | Nero Nemesis     |
| Pinocchio (featuring Damso et Gato)               | 2016  | Chris Macari        | Nero Nemesis     |
| Salside                                           | 2016  | Chris Macari        | Autopsie 0       |
| DKR                                               | 2016  | Chris Macari        | Trône            |
| E.L.E.P.H.A.N.T                                   | 2017  | Chris Macari        | Trône            |
| Friday                                            | 2017  | Chris Macari        | Trône            |
| À la folie                                        | 2018  | Chris Macari        | Trône            |
| Trône                                             | 2018  | M+F                 | Trône            |
| Gotham                                            | 2018  | Malecandco          | NC               |
| Petite fille                                      | 2018  | Guillaume Cagniard  | Trône            |
| PGP                                               | 2019  | M+F                 | NC               |
| GLAIVE                                            | 2019  | Chris Macari        | NC               |
| Jauné (featuring Zed)                             | 2020  | Agaprod             | NC               |
| Mona Lisa (featuring JSX)                         | 2021  | Lionel Hirlé        | Ultra            |
| Grain de Sable (featuring Elia)                   | 2021  | Fred De Pontcharra  | Ultra            |
| RST                                               | 2021  | Ousmane Ly (Adeus)  | Ultra            |
| Variant                                           | 2021  | Lionel Hirlé        | NC               |
| TN                                                | 2021  | Biscuit Studio      | NC               |
| Leo Messi                                         | 2021  | 404HVMANS           | NC               |
| Signé                                             | 2023  | Fullblvck           | Ad vitam æternam |
| 6G                                                | 2024  | Fred de Pontcharra  | Ad vitam æternam |
| Saga                                              | 2024  | Fred de Pontcharra  | Ad vitam æternam |

### Apparitions vidéo
| Titre                                                             | Année | Réalisateur                             | Album                                |
| ----------------------------------------------------------------- | ----- | --------------------------------------- | ------------------------------------ |
| Qu'est-ce qui fait marcher les sages (des Sages Poètes de la rue) | 1995  | NC                                      | Qu'est-ce qui fait marcher les sages |
| 1er Gaou (de Magic System)                                        | 2002  | NC                                      | Premier Gaou                         |
| Banlieue (de Rim'K featuring Booba)                               | 2003  | NC                                      | Dans l'urgence                       |
| Ghetto (de Akon)                                                  | 2004  | Little X                                | Trouble                              |
| Patrimoine du ghetto (de Mac Tyer featuring Kery James)           | 2006  | NC                                      | Patrimoine du ghetto                 |
| So (de Mac Tyer)                                                  | 2006  | NC                                      | Le Général                           |
| Reste en chien (de La Fouine featuring Booba)                     | 2007  | OCM                                     | Aller-retour                         |
| Top Of the Game (de Tony Parker featuring Booba et Fabolous)      | 2007  | NC                                      | Tony Parker                          |
| Nu Lajan (de Gato da Bato featuring Booba)                        | 2010  | Chris Macari                            | NC                                   |
| Démarrer (de Seth Gueko featuring Booba)                          | 2010  | Triplezut                               | Autopsie Vol. 3                      |
| Cruella (de Shay featuring Booba)                                 | 2011  | Chris Macari                            | Autopsie Vol. 4                      |
| Corner (de Gato featuring Booba et Philly Poe)                    | 2011  | Chris Macari                            | Autopsie Vol. 4                      |
| Ennemi (de Mala)                                                  | 2012  | Chris Macari                            | Autopsie Vol. 4                      |
| ZoeBras ZoeInMe (de Gato)                                         | 2012  | Chris Macari                            | NC                                   |
| Zoo (de Kaaris)                                                   | 2013  | Chris Macari                            | Or Noir                              |
| The Real One (de Gato Da Bato)                                    | 2013  | Ivan Berrios                            | Zoe Land Tout est noir               |
| Vrai (de 40000 Gang featuring Booba)                              | 2014  | Chris Macari                            | —                                    |
| Roulé fort (de Gato Da Bato featuring Booba)                      | 2015  | Chris Macari                            | Zoé Land Tout Est Noir               |
| A.T.R (de Twinsmatic featuring Booba)                             | 2015  | Chris Macari                            | Nowhere                              |
| Here (de Christine and the Queens featuring Booba)                | 2016  | Arthur King, Feelings                   | —                                    |
| Balti (de Gradur featuring Booba)                                 | 2016  | Chris Macari                            | Sheygueyvara 2                       |
| M.L.C (de Niska featuring Booba)                                  | 2016  | Bastos                                  | Zifukoro                             |
| Le prix (de Rockin' Squat)                                        | 2016  | —                                       | —                                    |
| Ghetto (de Benash featuring Booba)                                | 2017  | Chris Macari                            | C.D.G.                               |
| Oh bah oui (de Lacrim featuring Booba)                            | 2017  | Chris Macari                            | Force et Honneur                     |
| Tuba Life (de Niska featuring Booba)                              | 2017  | Chris Macari                            | Commando                             |
| Madrina (de Maes featuring Booba)                                 | 2018  | Fanatik prod                            | Pure                                 |
| Sale Mood (de Bramsito featuring Booba)                           | 2018  | Ryan Doubiago                           | Prémices                             |
| Kyll (de Médine featuring Booba)                                  | 2019  | Samir Bouadla                           | NC                                   |
| Blanche (de Maes featuring Booba)                                 | 2020  | Romain Cieutat - Pelican                | Les derniers salopards               |
| TOUT GÂCHER (de Green Montana featuring Booba)                    | 2020  | Fred De Pontcharra & Matthias Delabarre | Alaska                               |
| Daddy (de SDM featuring Booba)                                    | 2021  | Incendie Films                          | OCHO                                 |
| GTA (de JSX featuring Booba)                                      | 2021  | Biscuit Studio                          | NC                                   |
| Baby (de Dala featuring Booba)                                    | 2022  | Santiago Diaz - Vence                   | MLJ HILLS                            |
| Caméléon (de Timal featuring Booba)                               | 2022  | SH Productions - William Thomas         | Arès                                 |
| Le Code (de CHAAX featuring Booba)                                | 2023  | FullBlvck                               | NC                                   |